# Balvanka
Balvanka (ryska: Балванка) är ett vattendrag i Belarus.   Det ligger i voblasten Minsks voblast, i den centrala delen av landet, 120 kilometer sydväst om huvudstaden Minsk.
Omgivningarna runt Balvanka är en mosaik av jordbruksmark och naturlig växtlighet. Runt Balvanka är det ganska glesbefolkat, med 38 invånare per kvadratkilometer.